# Juni (alkirály)

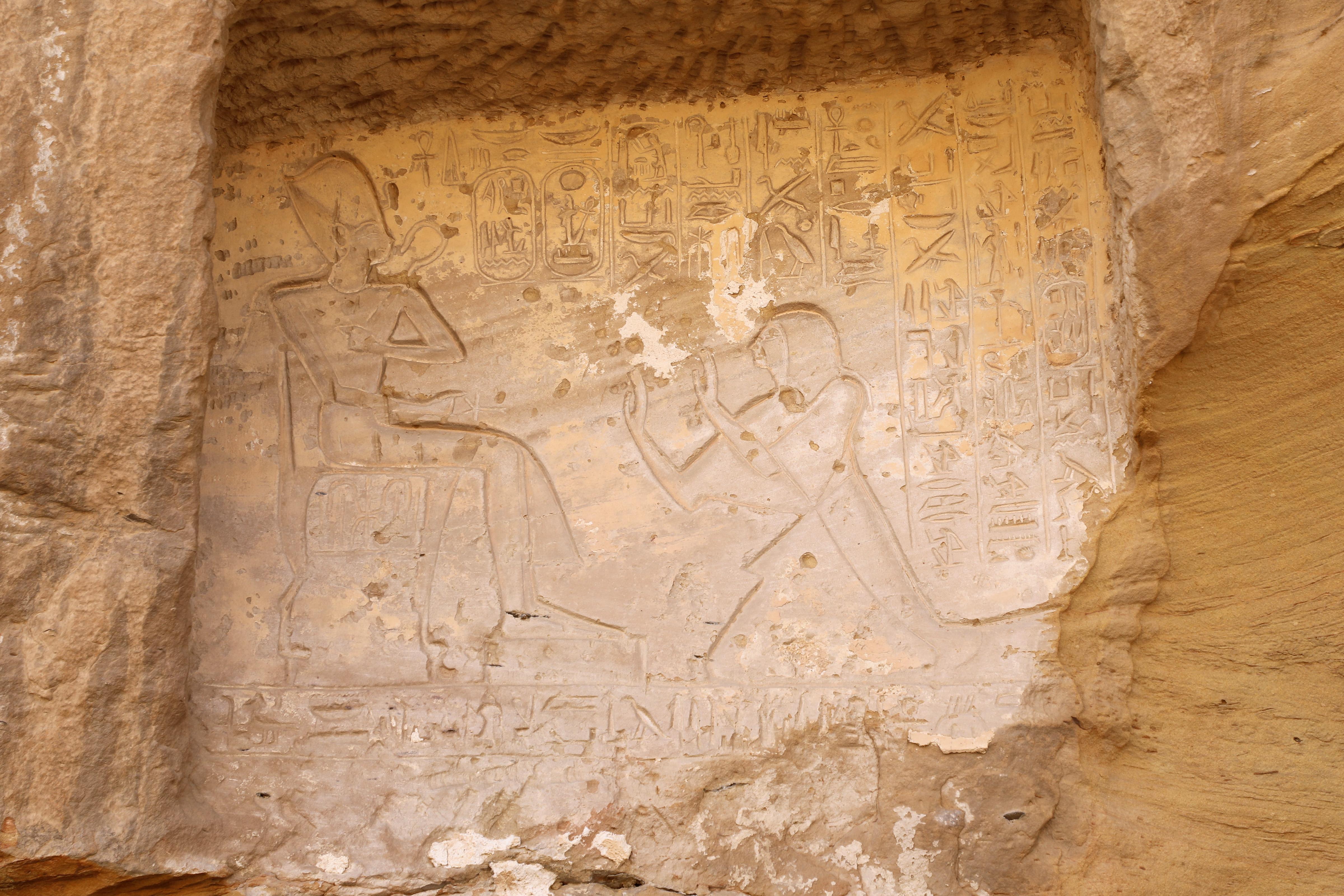
Juni I. Széthi előtt

Juni ókori egyiptomi tisztségviselő volt, Kús alkirálya a XIX. dinasztia idején, I. Széthi és II. Ramszesz uralkodása alatt.
I. Széthi istállómestere, a király harci kocsizója és a medzsai elöljárója volt, mielőtt alkirállyá nevezték volna ki. Amenemopetet követte hivatalában, utódja Hekanaht volt.
Egy abüdoszi sztéléjén, melyen Oziriszt, Íziszt és Hóruszt imádja, (ma a kairói Egyiptomi Múzeumban, Jd'E 34620) így sorolja címeit: Készíttette a sivatagok felügyelője a déli idegen földeken, Kús alkirálya, Ámon birtoka munkálatainak elöljárója, a medzsai főnöke, Juni.
Juni kezdte meg az építkezéseket Nyugat-Amarában és Aksában; az ő utasítására vágták ki az Abu Szimbel-i templomok első köveit.  Ennek azzal állított emléket, hogy egy, az Abu Szimbel-i sziklákba vájt jelenetben ábrázolják, amint a trónon ülő II. Ramszesz előtt áll. (Abu Szimbel-i 10-es sziklasztélé.) Tíz évig volt alkirály, utána visszavonult.

## Említései
- Abüdoszi sztélé (Kairó, JdE 34620): Juni Oziriszt, Íziszt és Hóruszt imádja.[2]
- Abu Szimbel-i 10. sziklasztélé: Juni a trónon ülő II. Ramszesz előtt.[2]
- Sziklasztélé el-Kanaiszban: Juni a trónon ülő I. Széthi előtt térdel.[4]

## Fordítás
- Ez a szócikk részben vagy egészben  a   Yuny (viceroy of Kush) című angol Wikipédia-szócikk ezen változatának fordításán alapul.  Az eredeti cikk szerkesztőit annak laptörténete sorolja fel. Ez a jelzés csupán a megfogalmazás eredetét és a szerzői jogokat jelzi, nem szolgál a cikkben szereplő információk forrásmegjelöléseként.